# Schoenoplectus pulchellus
Schoenoplectus pulchellus är en halvgräsart som först beskrevs av Carl Sigismund Kunth, och fick sitt nu gällande namn av Jean Raynal. Schoenoplectus pulchellus ingår i släktet sävsläktet, och familjen halvgräs. Inga underarter finns listade i Catalogue of Life.